# Sens-de-Bretagne
Sens-de-Bretagne (en bretó Sen) és un municipi francès, situat a la regió de Bretanya, al departament d'Ille i Vilaine. L'any 2006 tenia 1.961 habitants.

## Demografia
| 1962                                       | 1968  | 1975  | 1982  | 1990  | 1999  |
| ------------------------------------------ | ----- | ----- | ----- | ----- | ----- |
| 1.329                                      | 1.409 | 1.426 | 1.374 | 1.393 | 1.515 |
| Des de 1962: població sense dobles comptes |       |       |       |       |       |

## Administració
| Període   | Identitat       | Partit |
| --------- | --------------- | ------ |
| -2001     | Gabriel Méhault |        |
| 2001-2008 | Philippe Daunay |        |
| 2008-     | Yves Colombel   |        |